# 廣州造船廠

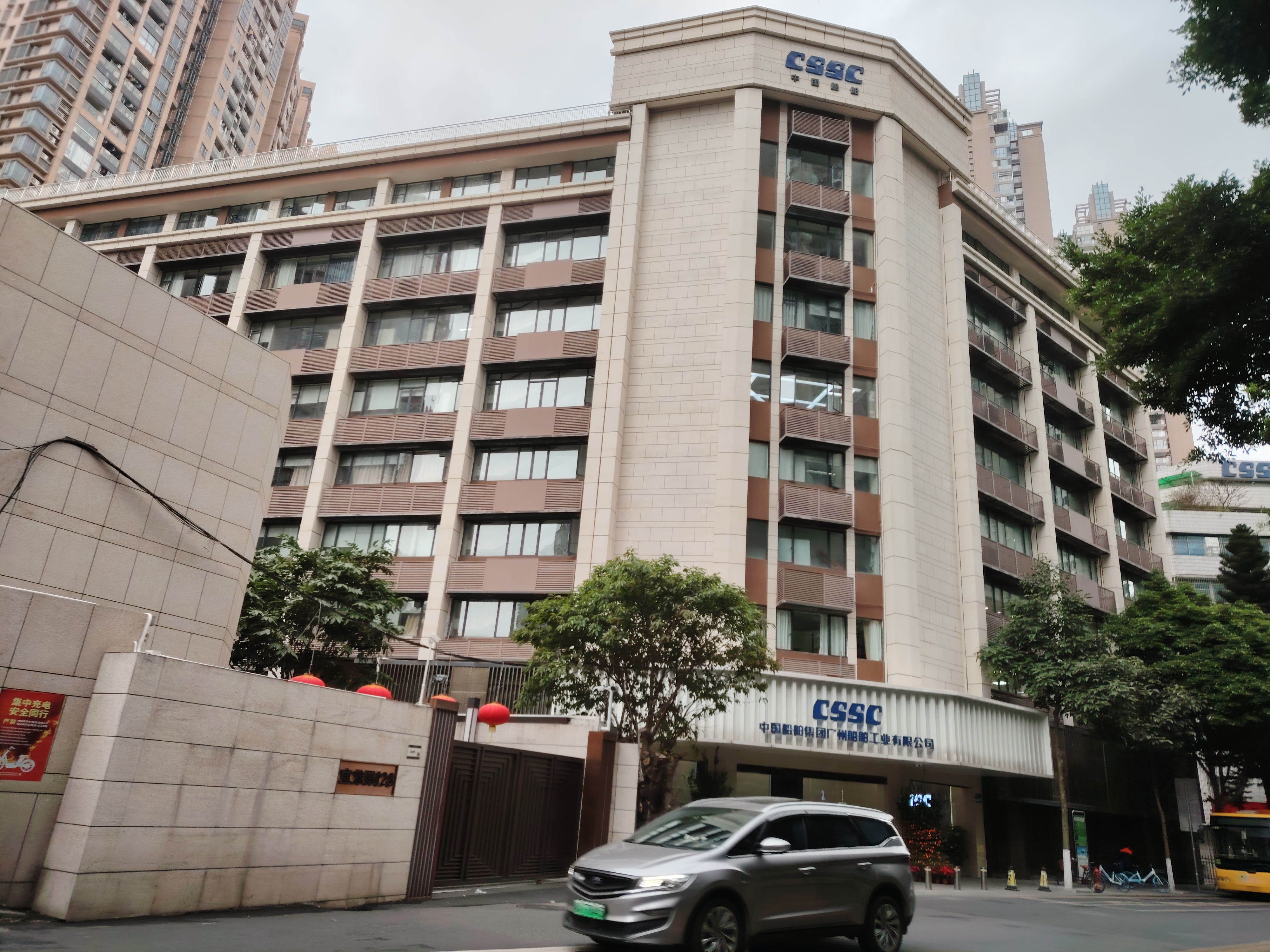
中船广州船舶总部

广州造船厂有限公司是位於中華人民共和國廣東省廣州市的一家造船公司，隸屬於中国船舶工业集团公司。广州造船厂成立於1954年，1956年12月更名為廣州第一造船廠。1958年4月，廣州船舶修造廠與廣州第一造船廠合併，恢復舊名广州造船厂。1982年5月，中國船舶工業總公司成立後，广州造船厂由該公司領導。2007年，广州造船厂成為有限公司。中国船舶工业集团公司成立後广州造船厂成為其一部分。

## 外部連結
- 官方网站